# کوبارد
کوبارد (به هلندی: Kubaard) یک منطقهٔ مسکونی در هلند است که در لیتنسرادیل واقع شده‌است. کوبارد ۲۴۲ نفر جمعیت دارد.